# Manuel Escribano
Manuel Escribano Nogales (Gerena, provincia de Sevilla, 21 de agosto de 1984) es un torero español.

## Biografía
Su primer contacto con un toro fue a los dos años, en la ganadería del Marqués de Albaserrada. Desde los catorce años fue  alumno de la escuela taurina de Sevilla. Su primera actuación sin picadores tuvo lugar en Palavas-les-Flots (Francia) en el año 2000. Realizó su debut con picadores en la plaza de toros de La Victoria (Venezuela), el 2 de diciembre de 2001. Debutó en la Plaza de Las Ventas de Madrid el 19 de mayo de 2003, ante novillos de la ganadería de Fuente Ymbro
Tomó la alternativa el 19 de junio de 2004 en la localidad de Aranjuez, ante el toro Cantaor perteneciente a la ganadería de Victoriano del Río, obteniendo una oreja, fue apadrinado por Canales Rivera, actuando como testigo El Fandi. Tras tomar la alternativa su carrera sufrió un cierto declive del que se recuperó, culminando esta fase a lo largo de la temporada 2011, logrando 19 orejas y un rabo en una serie de 7 corridas.
El 21 de abril de 2013, obtuvo un gran triunfo en la plaza de toros de la Real Maestranza de Sevilla,  en la corrida que cerraba la Feria de Abril, obteniendo dos orejas como premio a la faena realizada al toro Datilero,  perteneciente a la ganadería de Miura, de color cárdeno y 563 kilos de peso, que fue premiado en el arrastre con una vuelta al ruedo. El jurado de los premios anuales que concede la Real Maestranza de Caballería de Sevilla, otorgó a Manuel Escribano el premio a la mejor faena y la mejor estocada de la feria del año 2013. El 13 de abril de 2016 en la Real Maestranza de Caballería de Sevilla, tras una gran faena en la que recibió simbólicamente las dos orejas, fue indultado el toro Cobradiezmos, por petición mayoritaria del público y aprobación de la autoridad, perteneciente a la ganadería de Victorino Martín, el cual dio un juego excelente en los tres tercios y derrochó fuerza, casta y bravura.
El 22 de junio de 2019 en Utrera, Manuel Escribano indultó a Tahonero un toro de la ganadería de Miura, el primer toro indultado de esta ganadería en los 177 años de historia de la misma. El cartel lo completaban los espadas: Octavio Chacón y Pepe Moral.
También destaca su actuación el 1 de octubre de 2021 donde le cortó las 2 orejas a un Miura en la Maestranza.
Su cuadrilla actual consta de Felipe Proenza, portugués afincado en Sevilla, Curro Robles con una larga trayectoria en el mundo taurino y José Miguel Neiro, algabeño que ocupa el puesto de tercero de la cuadrilla.

### Vida personal
Desde 2024 mantiene una relación sentimental con la modelo Laura Sánchez.